# Makta Hadżar Kabir
Makta Hadżar Kabir – wieś w Syrii, w muhafazie Aleppo, w dystrykcie Manbidż. W 2004 roku liczyła 1066 mieszkańców.